# Guardas de Londres

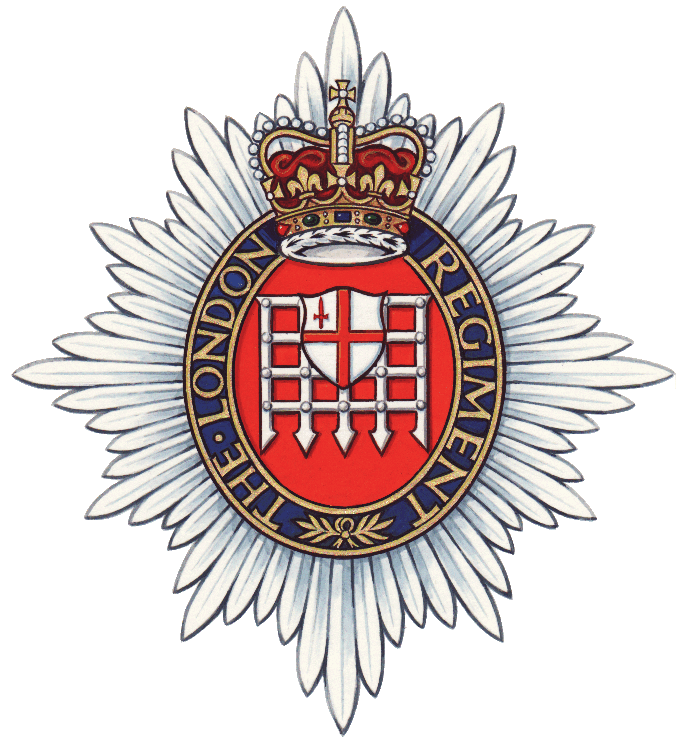
Estrela regimental da Guarda de Londres.

A Guarda de Londres (em inglês: London Guards) é composta pelas companhias da Reserva do Exército Britânico Grenadier, Coldstream, Escoceses e Guardas Irish. Na formação, essas companhias consistiam principalmente de pessoal transferido do Regimento de Londres originalmente criado em 1993, perpetuando a linhagem de alguns dos batalhões de um regimento anterior de mesmo nome. De 2017 a 2022, esse regimento foi o único batalhão reserva da Divisão de Guardas e o único batalhão de infantaria reserva sediado inteiramente no Distrito de Londres. Sob a Revisão Integrada, o Regimento de Londres perdeu seu status regimental e foi redesignado pelo 1º Batalhão, Guardas de Londres. As antigas companhias do Regimento de Londres tornaram-se companhias de reserva dos quatro regimentos de Guardas de Pé sênior e soldados anteriormente no Regimento de Londres transferidos para regimentos de guardas a pé.

## História
O Regimento de Londres foi reformado em 1993 através da re-regimentação de alguns dos sucessores restantes do regimento original (sem incluir, por exemplo, o Artists Rifles ou o Regimento Kensington (da Princesa Louise)), que faziam parte de várias unidades de infantaria TA diferentes:
- 8º Batalhão (Voluntário), Fusiliers da Rainha (8QF)
- 1º Batalhão, 51º Highland Volunteers (1/51 HIGHLAND)
- 4º Batalhão (Voluntário), Rangers Irlandeses Reais (Milícia Norte-Irlandesa) (4 R IRISH)

Em 1992, o escocês londrino, que formou a G Company 1/51 HIGHLAND, e os Rifles Irlandeses de Londres, que eram da D Company 4 R IRISH, foram ambos transferidos para a 8QF em preparação para sua conversão em 1993 para o Regimento de Londres. Após a formação do regimento, uma das companhias originais do antigo Regimento da Rainha, A Company, foi dissolvida, deixando a ordem de batalha do novo regimento como:
- RHQ e HQ (Anzio) Empresa em Battersea (esta foi a antiga localização RHQ para 8QF; Anzio foi escolhido para a HQ Company como uma honra de batalha comum aos antecedentes das quatro companhias de rifles)
- A (The London Scottish) Company em Westminster e Catford
- B (Queen's Regiment) Companhia em Edgware e Hornsey
- C (Cidade de Londres Fusiliers) Companhia em Balham e Camberwell
- D (London Irish Rifles) Company em Chelsea (QG do Duque de Iorque)

Duas empresas da Royal Green Jackets, F Company e G Company, fizeram parte do regimento entre 1998 e 2004. 
Em 2004, elementos do Regimento de Londres foram enviados para o Iraque.
Após a reestruturação do Exército Britânico em 2004, foi anunciado que a Divisão de Guardas ganharia um batalhão do Exército Territorial. Isso viu o Regimento de Londres manter seu nome e estrutura multi-distintivo, enquanto transferia da Divisão da Rainha para a Divisão de Guardas. As duas empresas Royal Green Jackets foram transferidas para a Royal Rifle Volunteers em preparação para a formação dos Rifles em 2007.
Em julho de 2017, a Companhia B transferiu-se para o Regimento Real da Princesa de Gales para se tornar companhia B, 4º Batalhão O Regimento Real da Princesa de Gales; e Companhia C transferidos para o Regimento Real de Fusiliers para se tornar Companhia C, 5º Batalhão O Regimento Real de Fusiliers. Para substituir essas duas sub-unidades, Companhia F, 7º Batalhão Os Rifles retornaram ao Regimento de Londres, enquanto uma nova Companhia G foi criada. Além da reestruturação regimental, o regimento foi movido sob o comando da 11ª Brigada de Infantaria e Quartel-General Sudeste e deveria ser conhecido como o 'batalhão de reserva da Guarda'. Em 2020, uma resposta da FOI afirmou que também caiu sob o QG do Distrito de Londres.
- Quartel-General Regimental, Battersea, Londres
- HQ (London Irish Rifles) Company, Camberwell[16]
- A (The London Scottish) Company, Westminster and Mortar Platoon, Catford.[16]
- F (Rifles) Companhia, Hammersmith[17][16]
- G (Guards) Company, Kingston upon Thames[18]

Em 2021, sob a parte do Futuro Soldado da Revisão Integrada publicada em 16 de março, foi anunciado que o Regimento de Londres seria redesignado como 1º Batalhão, Guardas de Londres até fevereiro de 2024.

## Conversão a Guardas a Pé
Em maio de 2022, o Regimento de Londres foi reo designado 1º Batalhão, Guardas de Londres e deixou de ser um regimento por si só, com suas empresas em transição para se tornarem companhias de reserva dos quatro regimentos de guardas de pés superiores. Embora as empresas não formem um regimento como tal, a gestão diária e o treinamento de seus soldados reservistas em tempo parcial serão realizados pela 1ª cadeia de comando da Bn London Guards. É comandado por um tenente-coronel, tem um Sargento-Major Adjutant e Regimental, e o complemento de pessoal administrativo militar e civil de qualquer batalhão típico de infantaria da Reserva do Exército. Embora os coronéis honorários adjuntos das empresas existentes (representando no Conselho Regimental do Regimento de Londres as identidades regimentais das que as empresas derivadas) sejam explicitamente declarados para continuar no cargo para fornecer continuidade por um ano, é uma presunção de que o Conselho Regimental continuará, ou que será presidido pelo antigo Coronel Regimental do Regimento de Londres ou que o antigo Coronel Honorário real do Regimento de Londres (SAR O Conde de Wessex) continuará. no correio. Depois disso, serão substituídos por representantes seniores de seus respectivos regimentos de guarda-pés.
- Quartel-General Regimental, Battersea, Londres[1]
- Ypres Company, Grenadier Guards (antiga Companhia G (Guardas)[16]
- No 17 Company, Coldstream Guards (anteriormente F (Rifles) Company)[17]
- G (Messines) Companhia, Guardas Escoceses (anteriormente A (Londres Escocesa) Companhia)[16]
- No 15 (Loos) Company, Irish Guards (antiga HQ (London Irish Rifles) Company)[16]